# سعيد بن عمرو الحرشي
سعيد بن عمرو بن الأسود بن مالك بن كعب الحرشي قائد من الشجعان، قتل شوذب الخارجي سنة (102 هـ/721م)، ثم ولاه عمر بن هبيرة خراسان سنة 103 هـ (721-722م)، ثم بلغ ابن هبيرة أنه يكاتب الخليفة (يزيد بن عبد الملك)، ولا يعترف بإمارته فعزله، وسجنه إلى أن أطلقه خالد القسري حين ولى إمارة العراق سنة 105 هـ (723-724م) فعاد سعيد إلى الشام، ثم ولاه هشام بن عبد الملك غزو الخزر، فرحل إلى أرمينية، ثم أمره هشام بالعودة فعاد، كما غزا الترك في بلاد ما وراء النهر. عُرف عنه التقوى، والبطولة والشجاعة.

## نسبه
هُو سعيد بن عمرو بن الأسود بن مالك بن كعب بن الحريش (واسمه معاوية) بن كعب بن ربيعة بن عامر بن صعصعة بن معاوية بن بكر بن هوازن .

## ولايته لخراسان
- يقول عنه ابن كثير الدمشقي ثم دخلت سنة ثلاث ومائة وفيها عزل أمير العراق وهو عمر بن هبيرة، سعيد الملقب بخذينة عن نيابة خراسان، وولى عليها سعيد بن عمرو الحرشي بإذن أمير المؤمنين يزيد بن عبد الملك، وكان سعيد الحرشي هذا من الأبطال المشهورين، انزعج له الترك وخافوه خوفا شديدا، وتقهقروا من بلاد الصغد إلى ما وراء ذلك، من بلاد الصين وغيرها.

## فارس قيس
قال والي العراق عمر بن هبيرة لجلسائه: من رجل قيس الذي يقوم بأمرها إن اضطرب الحبل؟ قالوا: الأمير، قال: ما صنعتم شيئاً. أما الذي تلقي إليه قيس مقاليدها فالأحمر الذي لو تورى ناره أتاه عشرون ألفاً لا يسألونه لم دعوتنا، الهذيل بن زفر بن الحارث الكلابي.
وأما فارسها فهذا الحمار المحبوس - يعني سعيد بن عمرو الحرشي - لقد هممت بقتله، وأما لسانها فالأصم عبد العزيز بن حاتم بن النعمان الباهلي، وأما داهيتها فعثمان بن حيان المري، وأما أعطف قيس عليها وأبرها بها، فعسيت أن أكونه - يعني نفسه - .
فقال له أعرابي من بني فزارة: ما أنت أيها الأمير كما وصفت. قال: وكيف ويحك؟ قال: لأنك لو كنت أبرها لم تحبس فارسها، ثم تهم بقتله.
وكان ابن هبيرة عزل سعيد الحرشي عن ولاية خراسان لانه كان يكاتب الخليفة يزيد بن عبد الملك بدلا من ان يكاتب عمر بن هبيرة لان ولاية خراسان كانت تتبع للعراق وابن هبيرة هو من عين الحرشي على خراسان.

## الحرشي وحروبة معالخزر
يقول كوستلر "لعب الخزر - قبل تحولهم إلى اليهودية - دوراً مؤثراً في وقف الهجمة الإسلامية على بيزنطة،
فبلاد الخزر كانت تحتل موقعاً استراتيجياً ما بين البحر الأسود وبحر قزوين حيث تمحور الصراع بين دول الشرق العظمى آنذاك. لكن الأهم من وجهة نظر الدبلوماسية البيزنطية ومن وجهة نظر التأريخ الأوروبي، أن الجيوش الخزرية استطاعت وقف المد العربي في أشد مراحله الأولى خطراً، بالتالي حالت دون ولوج الفاتحين المسلمين أوروبا الشرقية".
ويستشهد كوستلر بدونلوب المستعرب من جامعة كولومبيا «حروب العرب والخزر التي امتدت زهاء قرن كامل ترتدي أهمية بالغة تاريخياً، إذ تزامن مع وقف الفرنجة بقيادة شارلمان الزحف العربي في ساحة تور بواتييه بلاط الشهداء تقريباً والتقاء قوات دولة الخزر جيوش المسلمين على الجانب الشرقي من أوروبا وقطع الطريق عليها».

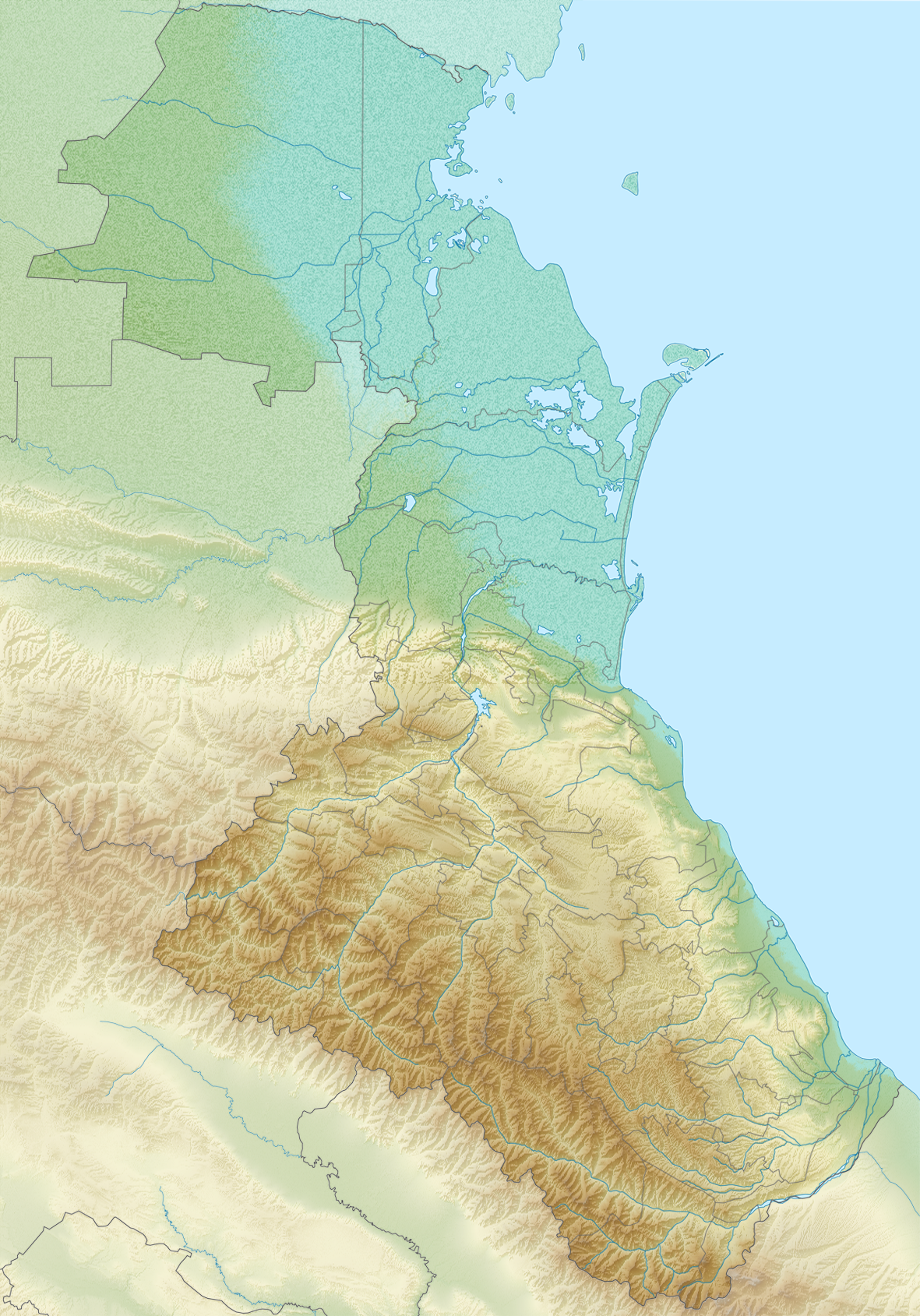
موقع مدينة دربند في داغستان والتي وصلها الحرشي

ويعلق «لم يكن مما يثير الدهشة أنه في العام 732م، بعد انتصار بارز للخزر على العرب، أقدم قسطنطين الإمبراطور البيزنطي لاحقاً باسم قسطنطين الخامس، على الزواج من أميرة خزرية، اعتلى ابنها العرش الامبراطوري باسم ليو ليون الرابع واشتهر باسم ليون الخزري ولكن الكلمة الأخيرة كانت في تلك الحرب الأولى للعرب، وانتهت بدحر الخزر بعد ذلك بخمسة أعوام في العام 737م».
تقول المصادر العربية التي يرجع اليها كوستلر ودنلـوب، «دعا يزيد بن عبد الملك بالجراح الحكمي وأمره بالتوجه على رأس جيش إلى أرمينيا، وتسامعت به الخزر فهربوا من بين يديه حتى صاروا إلى مدينة الباب والأبواب. ثم سار الجراح بالمسلمين إلى أن صار إلى برذعة». صار الجراح من نصر إلى نصر، واحتل مدينة البلنجر. وكان الجراح في مدينة شكى منتظراً المدد من الشام استعداداً لمنازلة فاصلة مع جيوش الخزر الرئيسة عندما جاء خبر وفاة يزيد بن عبد الملك. اقر خليفته هشام الجراح على بلاد أرمينية وجدد الوعد بالمدد. «وأعاد الجراح الكرة، واحتل مدن البيلقان وورثان وباجروان وغيلان (محافظة) وطالقان ثم وصل إلى أردبيل. وكان ملك الخزر قد بعث إلى جميع أصناف الكفر فاستمدهم إلى حرب المسلمين فأجابوه. وسار نارستيم بن خاقان في ثلاثمئة ألف من الخزر وأصناف الكفار حتى نزل مجمع النهرين: نهر الكر ونهر الرس».
وكان مع الجراح يومئذ دهقان أذربيجان واسمه مردان شاه وكان مجوسياً، فقال: أيها الأمير، انك في قلة من الجيوش والعدو في جيش كثير وجند كبير، وليس ينبغي للقليل من الجيش أن يصحر للجيش الكثير في الأرض المستوية، ولكن هذا جبل سبلان قريب منك، فمل اليه وانزل في سفحه واجعله وراء ظهرك وقاتل العدو من وجه واحد إلى أن يأتيك المدد". وبدلاً من أن يأخذ الجراح بنصيحة الدهقان الحكيمة اتهمه بالجبن، وعلى رغم أن الرجل أسلم ليقاتل ويستشهد ليثبت صدق نصيحته، كان الأوان قد فات، ودارت الدائرة على الجيش العربي بشكل ساحق كما قال كوستلر، وقاتل الجراح حتى قتل.
ويصل رجل من عسكره إلى بلاط هشام بن عبد الملك "فدفع اليه بخاتم الجراح، وخبره بخبره وخبر أصحابه، فبكى هشام حتى علا نحيبه وبل لحيته بدموعه وبكى المسلمون في كل بلد حزناً منهم على الجراح وأصحابه.
واختار هشام قائداً مجيداً هو سعيد بن عمرو الحرشي. وكر سعيد على الأعداء مستعيداً الأراضي حتى وصل مدينة برذعة وخطب الحرشي: «أما بعد يامعشر المسلمين فليعد موسركم على معسكركم فليس هذا يوم ادخار الأموال. ألا من كان عنده فضل دابة فليحمل عليها رجلاً من المسلمين». وعلى العكس تماماً من سياسة الجراح العسكرية يلجأ الحرشي إلى مختلف أنواع الخدع الحربية ويشتت شمل الجيوش التي يلتقيها ويحرر الأراضي والمدن الواحدة تلو الأخرى. ويجيء أحد عيونه بالخبر اليقين: العدو على بعد أربعة فراسخ من موضعك ومعهم الأسارى.
ويخطب الحرشي من جديد: «اركبوا إلى الجهاد وانظروا أن لا يصحبني منكم الا صاحب بيضة محكمة ودرع سابغ وسيف قاطع. وفي آخر الليل والخزر نيام، يجتاحهم ويلحق بهم هزيمة منكرة تبز بكثير هزيمة الجراح ويستخلص الأسارى.» فجعل الحرشي يضم أولاد الجراح إلى صدره ويبكي ويقول: يابني أخي، ليتني كنت مع أبيكم فنحيا جميعاً أو نموت جميعاً.
ويخوض الحرشي معارك أكبر ويلحق هزائم أكبر بجيوش الخزر وحلفائها، ويضطرهم للنكوص إلى ما وراء بلاد الشروان بناها كسرى أنوشروان ثم خفف الاسم، وهي بدورها على مقربة من باب الأبواب دربند (روسيا). ويصل كتاب على الحرشي بأن مسلمة بن عبد الملك قد ولاه أمير المؤمنين.
وتتوالى الأحداث، فمسلمة يقود الجيش العربي من نصر إلى نصر ويبرز مروان بن محمد الخليفة المقبل كقائد عسكري فذ. وبعد احتلال باب الأبواب وما يليها أصبحت المعارك تدور في أراضي الخزر نفسها. وحشد الخزر أكبر وأضخم جيش في تاريخهم، وبعد أقل من خمس سنوات من هزيمة أردبيل ألحق الجيش الأموي أبشع هزيمة بالخزر. واضطر الجيش الخزري إلى اتباع تكتيك حربي أفقده التفوق العددي: وجه كردوساً صوب مواقع الجيش الإسلامي، فقاد مروان بن محمد موجة من أشد المقاتلين عصفت به. وبعد صولات عدة من هذا القبيل كان الجيش العربي بقيادة مروان قد قتل من الخزر مقتلة عظيمة. ويتلو ذلك مشهد آخر: «ودعا مسلمة بالطعام فجعل يأكل هو وبنو عمه ووجوه الناس، وخاقان واقف على فرسه مغتاظاً ينظر اليه لا يدري ما يقول. ثم أقبل على طراخنته فقال: لأقتلن نفسي اليوم شر قتلة، ويلكم معشر الخزر، أنتم عشرة أضعافهم وهو لاه عنكم يأكل ويشرب ولا يبالي بكم ولا يجفل. فوعدوه خيراً في اليوم التالي».

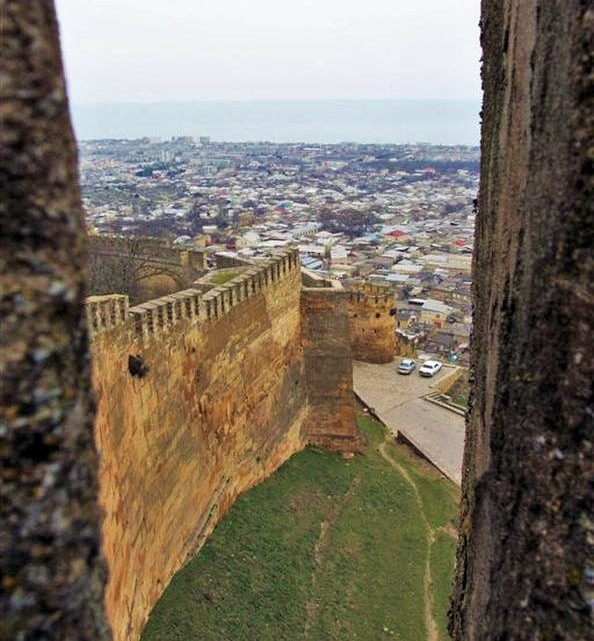
دربند اليوم

في اليوم التالي استعد مسلمة «فجعل على ميمنته مروان بن محمد وعلى ميسرته سليمان بن هشام وعلى القلب العباس بن الوليد بن عبد الملك وعلى الجناح الهذيل بن زفر بن الحارث الكلابي» وتدور المعركة ويجيء لمسلمة عين: «هل لك في خاقان ملك الخزر؟ فقال مسلمة: وأين هو؟ ويصفه له» ويعهد إلى ثبيت البهراني قائد حملات سابق فيقود ألف رجل ويخترق صفوف الأعداء ويصل خيمة الخاقان، ويفلت الأخير وينهزم الجيش. وبعد استكمال الانتصار انقلب مسلمة راجعاً إلى دمشق ليحمل شخصياً أخبار الانجازات مستخلفاً وراءه مروان بن محمد هناك.
عاد الخزر بعد ارتدادهم إلى الظهور في المدن التي احتلها العرب، فكر عليهم مروان بن محمد وقد عينه الخليفة والياً، ويلاحقهم في مختلف أماكن وجودهم على رأس أكبر جيش عربي في المنطقة 150 ألفاً وبعد احتلال أرمينيا كاملة هذه المرة يتوغل قاضياً على دولة اللان قبائل الالان، اختلطت لاحقاً بالمجريين في ارتحالهم نحو الغرب. وحط على المدينة البيضاء عاصمة ملك الخزر، وهرب الأخير. وبعد مطاردات وبعد القضاء على آخر آمال ملك الخزر وجيشه، أرسل الأخير إلى مروان بن محمد: "أيها الأمير، انك قد سبيت الخزر والصقالبة وبلغت غايتك، فما الذي تريد؟". وردّ مروان: "أن يسلم أو أقتله وآخذ ملكه" وأعطاه مهلة ثلاثة أيام. بعدها ارسل إلى مروان "أيها الأمير، أني قد قبلت الإسلام، ولكن وجه الي برجل من أصحابك يشرحه لي". وبعد مساومة بلا طائل، طلب استثناء "الخمر والميتة" من المحرمات ورفض طلبه، فأسلم مع نفر من أتباعه، وأقره مروان على ملكه وأقفل راجعاً إلى مدينة باب الأبواب".
واعتناق الإسلام هذا كان ضرورياً للتخلص من الورطة، وبعد ذلك بسنوات قليلة تم التحول إلى الديانة اليهودية، خصوصاً أن الفتن بدأت لتنتهي بسقوط الأمويين. ويستشهد كوستلر بما رواه ابن فضلان عن الخزر.
يتحدث كوستلر عن رضوخ خاقان كاجان الخزر لشروط مروان الثاني «ولكن تحوله إلى الإسلام لا بد وأن كان محض فعل شفاهي، حيث لم يجر التطرق لاحقاً إلى هذه الواقعة لا في المصادر العربية ولا البيزنطية». بعدها يشير كوستلر إلى أن مروان الثاني توجب عليه بعد أن أصبح خليفة أن يواجه القلاقل والفتن الداخلية والتي انتهت بمصرعه وبانتقال الخلافة إلى العباسيين.